# みちのく麺食い記者 宮沢賢一郎
『みちのく麺食い記者 宮沢賢一郎』（みちのくめんくいきしゃ みやざわけんいちろう）は、相場英雄による推理小説シリーズ、およびそれを原作としたテレビドラマ。

## 書誌情報
2010年に発売された第6巻『偽計』を以て一旦完結したが、2013年に約3年ぶりとなる新刊『共震』が発表された。
1. 『みちのく麺食い記者・宮沢賢一郎 奥会津三泣き 因習の殺意』、小学館文庫、2009年3月6日発売[1]、ISBN 9784094083699
2. 『みちのく麺食い記者・宮沢賢一郎 佐渡・酒田殺人航路』、双葉文庫、2009年7月16日発売[2]、ISBN 9784575512922
3. 『みちのく麺食い記者・宮沢賢一郎 奥津軽編 完黙』、小学館文庫、2009年9月4日発売[3]、ISBN 9784094084344
4. 『みちのく麺食い記者・宮沢賢一郎 誤認』、双葉文庫、2010年2月10日発売[4]、ISBN 9784575513332
5. 『みちのく麺食い記者・宮沢賢一郎 追尾』、小学館文庫、2010年4月6日発売[5]、ISBN 9784094084917
6. 『みちのく麺食い記者・宮沢賢一郎 偽計』、双葉文庫、2010年10月14日発売[6]、ISBN 9784575513851
7. 『共震』
  - 単行本：小学館、2013年7月発売、ISBN 9784093863582
  - 文庫本：小学館文庫、2016年3月8日発売[7]、ISBN 9784094062731

## テレビドラマ
2012年から2014年までテレビ東京・BSジャパン共同制作「水曜ミステリー9」で放送されたシリーズ。全3回。主演は髙嶋政宏。

### キャスト

#### 主人公
宮沢賢一郎
演 - 髙嶋政宏
経歴：大和新聞酒田支局（第1作）
→ 大和新聞弘前支局（第2作）
→ 大和新聞角館支局（第3作）
大和新聞の遊軍記者。相当な麺通ゆえに「麺食い記者」と呼ばれている。既婚。
元事件記者で田名部とは旧知の仲。3年前に田名部と汚職の疑いのある企業の社長・白石行伸の張り込みをする。汚職の証拠を見つけ白石は逮捕されたが、マスコミの過熱報道で白石の家族が一家心中し、それ以後事件記事が書けなくなる。

#### 警視庁捜査二課
田名部昭治
演 - 渡辺いっけい
管理官。3年前に、閉店したラーメン店で2か月間宮沢とともに張り込みをし、宮沢の作るラーメンを毎日食べているうちに「麺食い」になる。
真藤守
演 - 前田倫良
班長。田名部の部下。

#### ゲスト
第1作「佐渡・酒田 殺人航路」（2012年）
- 境三郎（山形県酒田警察署 警部） - 本田博太郎（30年前：吉藤健太郎）
- 河本沙織（老人ホーム「サンセットコースト」介護ヘルパー） - 中山エミリ
- 松尾希美（大和新聞酒田支局 記者） - 中村映里子
- 有田義一（サンセットコースト 専務） - 徳井優
- 阿波野善作（サンセットコースト 社長） - 冨家規政
- 前田耕二（美園協立銀行 融資担当部長） - 河西健司
- 草刈泰文（山形県酒田警察署 署長） - 中西良太
- 角田孝三（大和新聞酒田支局 支局長） - 大高洋夫
- 篠山光悦（加賀小紋の職人） - 森下哲夫
- 酒田酒造主人 - 鈴木正幸
- 後藤芳夫（山形県酒田警察署 刑事） - 阪田マサノブ
- 川上明（山形県酒田警察署 刑事） - 麻倉卓也
- 加茂水族館の職員 - 青木将彦
- 白石行伸（会社社長） - 市村浩一
- チンピラ - 鹿野伸
- 河本涼香（沙織の母・元芸者） - 萩尾みどり
- 井上不二夫（サンセットコースト 清掃員） - 大地康雄（30年前：辞本直樹）

第2作「完黙」（2013年）
- 遠山忍（常盤パネル パート従業員） - 遠藤久美子
- 持田知佳子（持田の妻） - 宮田早苗
- 青山宇美（大和新聞弘前支局 記者） - 高部あい
- 遠山聡志（常盤パネル 社員・忍の弟） - 礼保
- 木之下孝則（青森県警弘前警察署 刑事課長） - 河野洋一郎
- 城山純平（三味線ライブ居酒屋「無絃」店長） - 池田努
- 飛田敏晴（大和新聞弘前支局 支局長・宮沢賢一郎の先輩） - 中本賢
- 浜田信幸（常盤パネル 人事課長） - 佐藤誓
- 草野重二（スーパーくさの 経営者） - 滝澤晴幸
- 斉藤たま子（生命保険外交員） - 小柳友貴美
- 古川自動車鈑金塗装 社長 - 藏内秀樹
- 救急隊員 - 佐久間哲
- 須藤大介（警視庁捜査一課 刑事・春田の部下） - 毛利晃一
- 持田雅人（20年前死亡） - 藤崎卓也
- 中村（すこっぷ三味線快館 事務員） - 藤井大督
- 磯島真理（常盤パネル パート従業員） - 小澤葵
- 舘岡屏風山（スコップ三味線の師匠） - 舘岡屏風山（本人役）
- りんご問屋の課長 - 小田桐穣
- 春田卓哉（警視庁捜査一課 管理官） - 橋爪淳
- 遠山豊子（ラーメン「喜楽園」店主・忍と聡志の母） - 山口美也子
- 遠山流仁（「持田雅人」と名乗っている男） - 笹野高史

第3作「誤認」（2014年）
- 久部貴美子（カリスマ美容家・本名「土田和江」） - 秋本奈緒美（少女期：阪口喜叶）
- 浜崎優子（大和新聞角館支局 記者） - 佐藤藍子
- 神田光男（神田メディカルサポート 代表） - 国広富之
- 久部昭徳（美容整形外科「久部クリニック」院長・貴美子の夫） - 中丸新将
- 畑啓次（仙北警察署刑事課一係 刑事） - 天宮良
- 佐藤明正（七代目佐藤養助商店 角館支店 店長） - 芹澤名人
- 田中敬二（仙北警察署刑事課一係 刑事） - 金子裕
- 館野長司（仙北警察署 署長） - 本城丸裕
- 土田利夫（土田うどん店 元店主・40年前死亡） - 椙本滋
- 土田昌子（利夫の妻・40年前死亡） - 中村ひろみ
- 鷹取立夫（40年前の当たり屋） - 小川洋平
- 高瀬貴美子（高瀬貴美子美容室 美容師） - 藤田弓子
- 角川道子（大和新聞角館支局 支局長・宮沢賢一郎の先輩） - 松原智恵子
- 小栗俊平（小栗不動産 社長） - 寺田農
- 弘田圭一（七代目佐藤養助商店 角館支店 職人・通称「ヘバさん」） - 中原丈雄（若き日：湯川尚樹）

### スタッフ
- 原作 - 相場英雄
- 脚本 - 小谷暢亮、清本由紀
- 監督 - 金佑彦
- 技術協力 - アップサイド、映広
- 美術協力 - 京映アーツ
- プロデュース - 山鹿達也、内堀雄三、黒川浩行
- 制作 - テレビ東京、BSジャパン、ユニオン映画

### 放送日程
| 話数 | 放送日        | サブタイトル                                      | 原作                                                   | 脚本     |
| ---- | ------------- | ------------------------------------------------- | ------------------------------------------------------ | -------- |
| 1    | 2012年4月11日 | 佐渡・酒田 殺人航路                               | 「佐渡・酒田 殺人航路―みちのく麺食い記者・宮沢賢一郎」 | 小谷暢亮 |
| 2    | 2013年2月27日 | 東京〜弘前・奥津軽 津軽三味線 殺意の奏べ 完黙     | 「完黙―みちのく麺食い記者・宮沢賢一郎 奥津軽編」       | 小谷暢亮 |
| 3    | 2014年7月30日 | 〜秋田・角館 田沢湖〜 金のなまはげ殺人事件！ 誤認 | 「誤認―みちのく麺食い記者・宮沢賢一郎」                | 清本由紀 |